# Republik (Magazin)
Die Republik ist ein deutschsprachiges Schweizer Onlinemagazin für Politik, Wirtschaft, Gesellschaft und Kultur, das seit dem 14. Januar 2018 herausgegeben wird. Gegründet wurde es von sechs Personen, darunter die Journalisten Constantin Seibt (früher WOZ Die Wochenzeitung und Tages-Anzeiger) und Christof Moser (früher Facts, Weltwoche, SonntagsBlick und Schweiz am Sonntag). Täglich werden ein bis drei Beiträge publiziert.
Die Publikation ist nicht von herkömmlichen Verlagen abhängig, sondern von den Abonnenten, die in Form einer Genossenschaft den Verlag bilden. Die Republik ist ausschliesslich leserfinanziert und erzielt keine Werbeeinnahmen.
Vorbild für das Medienprojekt war das 2013 ebenfalls mit Crowdfunding gegründete niederländische Onlinemagazin De Correspondent.
2019 wurde die Republik für den Grimme-Online-Award nominiert. 2020 überschritt das Projekt nach eigenen Angaben erstmals die Schwelle zum selbsttragenden Unternehmen. Ein Jahr darauf schloss das Magazin das erste volle Geschäftsjahr mit Gewinn ab. Das jährliche Budget (2021/22) beträgt 6,3 Millionen Schweizer Franken. 2021 wurde das Magazin in einer repräsentativen Studie des Forschungsinstituts Publicom vor dem Beobachter und Radio SRF2 zur «kompetentesten Medienmarke der Schweiz» gewählt.

## Entstehung
Ende der 2000er-Jahre entwickelte Christof Moser mit einer Gruppe um Journalistin Yvonne Kunz, Designer Tobias Peier und Produzent Marco Di Nardo als «konzeptionelles Feuerwerk» und unter dem Titel Republik die Nullnummer für ein Magazin für eine neue Zeit, das allerdings an der Finanzierung scheiterte.
2014 nahm Moser u. a. zusammen mit Constantin Seibt die Idee eines Magazins wieder auf. Daraus entwickelte sich ein Projektteam aus Start-up-, Kommunikations-, Organisations- und IT-Spezialisten, darunter Laurent Burst, Nadja Schnetzler und Clara Vuillemin, um die Pläne erneut voranzutreiben. Im Sommer 2016 luden die Initianten regelmässig zu «konspirativen Treffen» in einen Zürcher Garten, wo gemeinsam mit interessierten Medienschaffenden und Sympathisanten des Projekts am Konzept des späteren Magazins geschliffen wurde.
Im Oktober 2016 gaben Seibt und Moser bekannt, ihre bisherigen Arbeitgeber zu verlassen, um «eine kleine Rebellion» im Schweizer Journalismus anzuzetteln und unter dem Arbeitstitel Project R ein eigenes Medien-Start-up zu gründen. Die Notwendigkeit dafür sahen die beiden Journalisten unter anderem in der abnehmenden Medienvielfalt und darin, dass die Schweizer Verlage den Journalismus vernachlässigten und zu Handelshäusern umgebaut würden, wodurch auch die Trennung zwischen Werbung und redaktionellem Angebot immer stärker unter Druck gerate.
Am 10. Januar 2017 präsentierte sich das Gründungs- und Aufbauteam erstmals der Öffentlichkeit und gab bekannt, dass Sitz des Unternehmens im inzwischen ehemaligen Hotel Rothaus im Zürcher Langstrassenquartier sein werde. Am 12. April 2017, dem Jahrestag der Gründung der Helvetischen Republik am 12. April 1798, teilten die Initianten mit, dass die geplante Publikation Republik heissen solle. Dazu veröffentlichten sie ein Manifest («Ohne Journalismus keine Demokratie»), mit welchem die Lancierung des Projekts beworben wurde.

## Konzeption
In der von regelmässigen Newslettern begleiteten, öffentlich vielbeachteten Aufbauphase kündigten die Initianten an, inhaltlich solle die Republik «Journalismus ohne Bullshit» bieten, «der die Köpfe klarer, das Handeln mutiger, die Entscheidungen klüger macht. Und der das Gemeinsame stärkt: die Freiheit, den Rechtsstaat, die Demokratie.» Der Job der Redaktion «als Expeditionsteam in die Wirklichkeit» seien die grossen Themen, Debatten und Fragen – «alles, was lärmig, verwickelt oder unklar ist».
Zum grundlegenden Konzept zählen gemäss Eigendarstellung der Republik-Macher die Unabhängigkeit (von Verlagen und Werbeindustrie), Transparenz (über Finanzen, Löhne, Besitzverhältnisse, Arbeitsweisen, Fehler), Datenschutz (kein Tracking der Leser), Dialog (direkter Austausch der Redaktion mit der Leserschaft und Einbezug des Publikums in die Weiterentwicklung des Projekts) sowie kompromisslose journalistische und visuelle Qualität.
Als weiteres zentrales Element des Konzepts wurden zudem die Eigenentwicklung der Crowdfunding- und Publikationsplattform, des Redaktionssystems und der Mitglieder-Administration genannt sowie die Positionierung des IT-Teams als Teil der Redaktion, damit sich Journalismus und Technologie aus einem Guss entwickeln können.
Damit die Republik in der öffentlichen Debatte präsent sein kann, verzichteten die Initianten auf eine harte Paywall. Die Publikation ist zwar grundsätzlich nur mit einem Login zugänglich, die Direktlinks zu den Beiträgen sind aber frei teilbar. Somit ersteht man mit einem Abonnement der Republik gewissermassen nicht die Beiträge selbst, sondern deren Index.
Kurz vor dem Start teilten die Initianten mit, dass die Republik auf den drei publizistischen Bereichen «Editorial» (die Redaktion schaut in und auf die Welt), «Meta» (die Redaktion erklärt Handwerk und Irrtümer) und «Social» (die Redaktion steht im Dialog mit dem Publikum) aufbaue. Das Ziel der Republik sei es, die latente Aktualität entweder als Panorama (lange Hintergrundbeiträge) oder als Konzentrat (schnelle Kurzstoffe) aufzugreifen, aufgeteilt in die vier Produktelinien investigative Recherchen, Erklärartikel, Lagerfeuer (persönliche Essays) und Datenjournalismus.

## Publikation
Gestartet ist die Republik am 14. Januar 2018, einen Tag früher als angekündigt.
Das Magazin liefert täglich ein bis drei Beiträge, verfügbar über die Website, einen täglichen Newsletter oder eine App. Die Publikation unterteilt sich in eine visuell starke Magazinfront, einen chronologischen Feed, einen Leserdialog und seit September 2022 in ein mehrmals täglich aktualisiertes Journal mit schnellen und kurzen Formaten.
Zu den regelmässigen Rubriken zählen seit dem Start das Datenbriefing «Auf lange Sicht» am Montag, das Justizbriefing «Am Gericht» am Mittwoch, die Politik-Rubrik «Briefing aus Bern» am Donnerstag und die Nachrichtenübersicht «Was diese Woche wichtig war» am Freitag. Dazu kamen Kolumnen, u. a. «Nerds retten die Welt» von Schriftstellerin Sibylle Berg, die Tonbildschau «Unterwegs mit Nahr» des Schweizer Kriegsfotografen Dominic Nahr sowie jeden Samstag ein Wochenkommentar.
Aufmacher der ersten Ausgabe war die Recherche «Zuckerbergs Monster», die sich mit Facebook als demokratiegefährdender Manipulationsmaschine befasste.
Eine viel diskutierte Reportage in der Startphase des Magazins war die USA-Serie Race, Class, Guns and God. Zu den nennenswerten Recherchen gehören Das Kartell über das Bündner Baukartell und den Whistleblower Adam Quadroni, Der Fall ETH über die Entlassung von Marcella Carollo an der ETH Zürich, Am Limit über den Fall «Carlos», Das System Globegarden über die grösste Kita-Kette der Schweiz sowie die Zürcher Herzkrise über die mediale Skandalisierung eines Arbeitskonflikts am Universitätsspital Zürich. Auch Tech-Recherchen erscheinen in der Republik, u. a. über die E-Voting-Pläne der Schweizerischen Post, das Corona-Krisenmanagement des Bundesamts für Gesundheit oder schwerwiegende Datenschutzprobleme beim elektronischen Schweizer Impfausweis. Weiter erschienen in der Republik Reportagen über Korruptionsvorwürfe gegen die Schweizer Grossbank UBS in Malaysia und ein Gespräch mit Nils Melzer, dem UNO-Sonderberichterstatter für Folter, über den Fall Julian Assange.

### Weiterentwicklung
Im Mai 2018 startete das Video-Gesprächsformat An der Bar mit Roger de Weck als Moderator, das sich in der weiteren Entwicklung zum Podcast Im Gespräch wandelte. Im Herbst 2018 lancierte die Republik zusätzlich zum bisherigen Angebot ein Feuilleton, zunächst mit einem eigenständigen Auftritt auf der Website, der im Herbst 2019 vollständig ins Magazin integriert wurde. Zugleich wurde erstmals die Navigation überarbeitet und alle Briefings, Kolumnen und Serien kompakt auf der Frontseite des Magazins gruppiert, um die Übersichtlichkeit zu verbessern.
Zu Beginn der weltweiten Corona-Lockdowns im März 2020 lancierte die Republik den täglichen, für alle kostenlosen Covid-19-Uhr-Newsletter, der auf dem Höhepunkt der Pandemie über 50'000 Abonnenten zählte und in mehreren Staffeln bis März 2022 weitergeführt wurde. Im Winter 2020 und erneut im Winter 2021 bot das Magazin seinen Abonnenten jeden Freitagabend einen Dokumentarfilm zum Streamen an, um lange, einsame Pandemieabende zu überstehen.
Nach dem Überfall Russlands auf die Ukraine im Februar 2022 versuchte die Redaktion, an den Erfolg des Covid-Newsletters anzuknüpfen, und stellte seine Ukraine-Berichterstattung für alle kostenlos zur Verfügung. Der Erfolg dieses Angebots blieb allerdings, wie die Macher einräumen mussten, weit hinter den Erwartungen zurück.
Anfang September 2022 kündigte die Republik die Lancierung eines tagesaktuellen Journals mit schnellen und kurzen Formaten an. Zudem wurde die Navigation überarbeitet und weiter vereinfacht. Ausgebaut werden soll gemäss der Ankündigung ausserdem das Audioangebot des Magazins, das seit dem Start einzelne Geschichten von Sprechern vorgelesen anbietet und seit Frühling 2022 mittels einer synthetischen Stimme alle Beiträge. Als weiteres Entwicklungsprojekt wurde die Lancierung eines Klimalabors bekannt gegeben, mit dem in Zusammenarbeit mit den Lesern ein brauchbares publizistisches Produkt zur Klimakrise entwickelt werden soll.

## Finanzierung
Die initiale Finanzierung der Republik erfolgte durch ein Crowdfunding, von dessen Erfolg weitere Investorengelder abhingen. Die Investoren, unter ihnen die 2015 als Unterstützer einer Schweizer Erbschaftssteuer bekannt gewordenen Brüder Daniel, Marcel und Martin Meili, brachten zusammen mit den Initianten 3,5 Mio. CHF auf, die an die Bedingung geknüpft waren, dass vor der Lancierung des Magazins mindestens 3000 Abonnenten gewonnen werden können.
Das Crowdfunding startete am 26. April 2017 und erreichte die geforderte Abonnentenzahl schon am ersten Tag. Bis zum Ende der Aktion am 31. Mai 2017 wurden die Erwartungen mit 3,4 Mio. CHF von 13'845 Abonnenten weit übertroffen. Die gesammelte Summe gilt als erfolgreichstes Crowdfunding der Schweiz und als Rekord für ein Medien-Crowdfunding weltweit.
Als Unterstützer des Crowdfundings bekannt wurden unter anderen Jacqueline Badran (SP), Balthasar Glättli (GPS), Kathy Riklin (CVP), Ulrich E. Gut (früher persönlicher Berater des SVP-Bundesrats Leon Schlumpf, Zürcher Kantonsrat und früherer Verleger/Chefredaktor der Zürichsee-Zeitung), Felix Gutzwiller (FDP.Die Liberalen), Veit Dengler (ehemaliger CEO der NZZ), der Satiriker Viktor Giacobbo und Christian Dorer (Chefredaktor der Blick-Gruppe).
Insgesamt standen für das Medienprojekt nach dem Crowdfunding zusammen mit den Investorengeldern sowie Spenden insgesamt 7,7 Mio. CHF als Startkapital zur Verfügung. Im November 2023 wurde bekannt, dass eine erhebliche Überschuldung besteht; die Benachrichtigung des Konkursrichters konnte aufgrund von Rangrücktritten von Gläubigern entfallen.
Die Liste der Investoren und damit Aktionäre der Republik werden vom Unternehmen transparent ausgewiesen.

### Geschäftsmodell
Das Projekt ist zweigeteilt in die Project R Genossenschaft und die Republik AG. Die Genossenschaft besitzt 46,4 Prozent der Aktiengesellschaft und ist damit neben den Gründern die grösste Aktionärin der Republik. In der Genossenschaft wird Mitglied, wer für 240 Franken ein Jahresabonnement des Magazins abschliesst. Die Abonnenten werden damit zu Mitbesitzern («Verlegern») der Republik und können in jährlichen Abstimmungen über das Budget und weitere unternehmerische Fragen mitbestimmen. Ein demokratisch gewählter Genossenschaftsrat vertritt zudem die Mitglieder gegenüber dem Vorstand der Project R Genossenschaft und dem Verwaltungsrat der Republik AG. Vom ursprünglichen Bauplan, dass in der Genossenschaft alle gemeinnützigen Aspekte des Projekts wie die Open-Source-IT und die Nachwuchsförderung gebündelt werden sollen, sind die Initianten in der weiteren Entwicklung des Projekts wieder abgerückt. Heute sind sowohl die IT wie die Aus- und Weiterbildung in der Republik AG angesiedelt, die als gewinnorientiertes Unternehmen das Magazin herausgibt. Die Investoren sind an der Aktiengesellschaft beteiligt, jedoch in ihrer Stimmkraft stark eingeschränkt. Mit dieser komplexen Struktur soll die Macht zwischen Publikum, Gründern und Investoren ausbalanciert und die Unabhängigkeit der Redaktion sowohl gegenüber der Leserschaft wie auch den Geldgebern gewährleistet werden.

### Wirtschaftliche Entwicklung
Ein erklärtes Ziel der Initianten war es, das Projekt vollständig aus dem Lesermarkt finanzieren zu können. Sie kündigten vor dem Crowdfunding an, nicht nur «ein Magazin für den Journalismus des 21. Jahrhunderts», sondern auch ein tragfähiges Geschäftsmodell dafür entwickeln zu wollen – «schlagkräftig genug, um im öffentlichen Diskurs einen Unterschied zu machen, und schlank genug, um zu überleben». Nach dem Crowdfunding gaben sie bekannt, dass die Publikation mit den vorhandenen Mitteln rund zwei Jahre finanziert sei und die Republik gemäss Businessplan innert fünf Jahren mindestens 22'000 Abonnenten erreichen müsse, um selbsttragend zu sein.
Im ersten Publikationsjahr kamen zu den rund 16'000 Gründungs-Abonnenten noch einmal über 6'000 Abonnenten dazu, so dass die Republik Ende 2018 rund 22'000 Abonnenten zählte. Davon erneuerten 61 % ihr Abonnement, womit im Februar 2019 noch rund 17'000 Personen die Republik abonnierten. Im gleichen Zeitraum stieg die Zahl der Mitarbeiter von knapp 30 auf über 50 Personen (36 Vollzeitstellen). Angesichts der auf jährlich 6,9 Mio. CHF gestiegenen budgetierten Kosten brauchte die Republik nun 29'000 Abonnenten für den Break-even.
Anfang 2019 lancierte die Republik-Crew eine interaktive Liquiditätsplanung, um den Abonnenten die wirtschaftliche Herausforderung erfahrbar zu machen.
Im Verlauf des Jahres 2019 entwickelte sich das Abonnentenwachstum weniger stark als erwartet, die Zahl der Abonnenten lag im vierten Quartal bei rund 18'600 und damit 4000 weniger als budgetiert. Das Unternehmen musste deshalb im Dezember 2019 mitteilen, dass die finanziellen Mittel für eine Weiterführung der Republik über den März 2020 hinaus nicht ausreichend seien und das Magazin ohne Mitgliederwachstum und weitere Investitionen von 2,2 Mio. CHF eingestellt werden müsse.
Die Initianten reagierten auf die wirtschaftliche Krise mit einer Mitgliederkampagne, Sparmassnahmen im Umfang von rund 15 % (Budget 2019/20: 5,8 Mio. CHF), und einer weiteren Finanzierungsrunde. Am 17. März 2020 verkündete das Unternehmen, dass die Weiterführung dank einer Erneuerungsquote von 75 %, über 4000 neuen Abonnenten (total: 22’778) sowie weiteren Investoren und Spendern gesichert sei.
Anfang 2021 erreichte die Republik eine Erneuerungsquote von 86 % bei über 27'000 Abonnenten. Der Mittelwert der monatlich verkauften Abonnente verdreifachte sich 2020 im Vergleich zum Vorjahr fast und stieg von 379 auf 1074. Die monatliche Reichweite der Republik – gemessen an den Unique Visitors einzelner Beiträge – verdoppelte sich im Vergleich zum Vorjahr im Mittel auf 271’222. Ende 2021 erreichte das Magazin mit 29'710 Abonnenten den bisherigen Spitzenwert.
Im September 2022 teilte der Verwaltungsrat der Republik AG mit, dass trotz sinkender Abonnentenzahlen das Budget 2022/23 signifikant von 6,3 auf 8,3 Mio. CHF erhöht werden solle. Die Gewinnschwelle liegt damit bei 35'000 Abonnenten. Die Mittel der Budgeterhöhung sollen in die Weiterentwicklung des Projekts investiert werden.
Im Herbst 2022 teilte die Republik mit, das Unternehmen habe Rückstellungen in Höhe von 930'000 Franken vornehmen müssen. Grund dafür seien Spenden der Jahre 2017 bis 2020, welche wahrscheinlich Schenkungen gewesen seien, für die Schenkungsteuern von bis zu 820'000 Franken hätten gezahlt werden müssen. Zudem tätigte die Republik zwischen 2017 und 2021 gruppeninterne Zahlungen, für die Medienberichten zufolge Mehrwertsteuer von maximal 110'000 Franken nicht korrekt abgeführt worden sei.

## Mitarbeiter
Ende des Geschäftsjahres 2020/21 waren bei der Republik und der Project R Genossenschaft rund 40 Mitarbeiter angestellt, verteilt auf 30 Vollzeitstellen. Im Verlauf des Geschäftsjahres 2022/23 ist die Crew auf über 50 Mitarbeiter gewachsen.
Zum Start der Publikation gelang es den Initianten, einige der bekannten Journalisten der Schweiz für das Projekt zu gewinnen, unter anderen Daniel Binswanger (Autor Kultur und Politik, früher Das Magazin), Mark Dittli (Wirtschaftsautor, früher Chefredaktor der Finanz und Wirtschaft) und Brigitte Meyer (früher Art-Direktorin Weltwoche und NZZ). Zur Gründungsredaktion gehörten u. a. auch Adrienne Fichter, Anja Conzett, Sylke Gruhnwald, Simon Schmid, Olivia Kühni, Carlos Hanimann, Urs Bruderer und Solmaz Khorsand. Später kamen Daniel Ryser (Schweizer Journalist des Jahres 2016) und Brigitte Hürlimann (langjährige Gerichtsreporterin der NZZ) hinzu. Als regelmässige freie Mitarbeiter sind oder waren u. a. Dominique Strebel (heute Chefredaktor Beobachter), Dominic Nahr, Marcel Niggli, Markus Felber, Sibylle Berg und Roger de Weck für die Republik tätig.
Für das Crowdfunding war die Kampagnenexpertin Andrea Arežina verantwortlich. Beim Start der Publikation arbeitete sie als Chefin vom Dienst.
Die Geschäftsführung übernahm in der Aufbau- und Startphase Mitgründerin Susanne Sugimoto. Als Verwaltungsratspräsident amtete Mitgründer Laurent Burst, als Genossenschaftspräsidentin Nadja Schnetzler. Mitgründerin Clara Vuillemin war als Verwaltungsrätin für die IT verantwortlich, die Mitgründer Constantin Seibt und Christof Moser als Verwaltungsräte und Chefredaktoren für die Konzeption der Publikation und den Aufbau der Redaktion.
Die Chefredaktion sollte ursprünglich alle drei Monate wechseln. Die Initianten Seibt und Moser wurden im Juni 2018 als Chefredaktoren von Mark Dittli abgelöst. Seit Oktober 2018 leitet eine fixe Chefredaktion die Republik, zunächst besetzt durch Sylke Gruhnwald und Michael Rüegg.
Im Herbst 2018 traten Sugimoto, Burst und Schnetzler aus dem Unternehmen aus. Die Geschäftsführung übernahm Miriam Walther Kohn. 2021 wurde sie vom Branchenmagazin «Schweizer Journalist» als «Medienmanagerin des Jahres» ausgezeichnet. Das Verwaltungsratspräsidium übernahm Sylvie Reinhard, das Genossenschaftspräsidium Clara Vuillemin.
Im Frühjahr 2019 übernahm Christof Moser erneut die Position des Chefredaktors, zusammen mit Art-Direktorin Brigitte Meyer und Oliver Fuchs als Stellvertreter.
Anfang Januar 2022 teilte Moser mit, dass er die Chefredaktion der Republik auf Ende des Monats abgeben werde: «Bei der Ernennung zum Chefredaktor im März 2019 (…) lautete die Zielsetzung, die Republik publizistisch zu positionieren, die Redaktion nach der Startphase zu konsolidieren und den wirtschaftlichen Durchbruch zu einem funktionierenden Geschäftsmodell zu schaffen. Das haben wir als Team gemeinsam mit der ganzen Crew und aktuell fast 30’000 Verlegerinnen erreicht.» Seit Februar 2022 führt Oliver Fuchs die Redaktion interimistisch.
Im September 2022 gab das Unternehmen bekannt, dass Clara Vuillemin als Verwaltungsrätin und Vorstandspräsidentin zurückgetreten ist und auch Geschäftsführerin Miriam Walter Kohn das Medienunternehmen verlässt. Die Geschäftsführung werde interimistisch von der bisherigen Marketingleiterin Katharina Hemmer und Personalchefin Amanda Strub übernommen. Weiter wurde mitgeteilt, dass Constantin Seibt aus dem Verwaltungsrat zurücktritt, aber weiter in der Redaktion für die Republik tätig bleibt. Im November 2022 wurde bekannt, dass Roger de Weck zum Vorstandsmitglied gewählt wurde. Er hat sein Mandat als Mitglied des Verwaltungsrats der Republik und des Vorstands der Genossenschaft bereits per 10. März 2023 niedergelegt. Auch die restlichen Vorstandsmitglieder gaben im März 2023 ihren Rücktritt bekannt. Im April 2023 wurde bekannt, dass acht Stellen eingespart werden.

## Rezeption
Das Projekt fand bereits vor dem Start auch ausserhalb der Schweiz Beachtung, so in der Zeit, der FAZ, der Tiroler Tageszeitung, im Deutschlandfunk und im Standard.
In Schweizer Medien wurde vor dem Start der Republik vor allem die zugrundeliegende Analyse der Initianten kritisiert, der Journalismus werde in den traditionellen Medienhäusern immer weiter totgespart und sei der Werbeindustrie ausgeliefert. Die NZZ am Sonntag schrieb, dass heute in der Schweiz hervorragender Journalismus gemacht werde und der Journalismus schon lange nicht mehr derart unabhängig von Werbung sei wie heute. Zudem werde aufgrund der gewählten Mitarbeiter und der Unterstützer erwartet, dass das Magazin linke Schlagseite haben werde. Nach Ansicht der Medienwoche ist die Kritik allerdings eine Spätfolge von Auseinandersetzungen bei der Neubesetzung des Chefredaktorenpostens beim Magazin im Jahr 2007.
Zum Start der Publikation im Januar 2018 schrieb Martin Ebel im Tages-Anzeiger, dass die Startgeschichten «solide, gut geschrieben und angenehm zu lesen» seien und dass die Aufmachung angenehm daherkomme. Er kritisierte jedoch die Länge der Artikel und deren engen «thematischen Fokus». Einen Beitrag von Dominic Nahr bezeichnet er als «[d]ie einzige originäre und originelle Onlineform». Der Deutschlandfunk hingegen konstatierte wohlwollender: «Die Macher versprachen nicht weniger als ‹Journalismus ohne Bullshit›. Und das ist ihnen gelungen.»
Christine Schmidt von der Nieman Foundation for Journalism in Harvard schrieb im Mai 2018, dass die Republik dem Hype gerecht werde durch investigativen Journalismus und eine Online-Community, die es Lesern ermöglicht, mit Journalisten zu interagieren.
Die NZZ am Sonntag kritisierte nach dem ersten Publikationsjahr, das Magazin überzeuge publizistisch nicht und publiziere viele lange Analysen, während der Ausstoss an überraschenden oder brisanten Recherchen gering sei. Es bleibe weit hinter der Ankündigung seines Programms, u. a. mit 30 % Primeurs, zurück.
Die WOZ Die Wochenzeitung monierte, dass gesellschaftsrelevante Themen wie Gesundheit (mit Ausnahme von Drogen und Aids), Familie oder Feminismus eher ein Schattendasein fristeten. Dem Projekt als Ganzem fehle ein geschlechtergerechter Rahmen, und bei der Republik, «wie bei anderen Medien auch», schrieben die Männer gerne über andere Männer.
Bei SRF hielt Medienexperte Nick Lüthi Anfang 2019 fest, die Initianten seien an der Kritik selber schuld: Die Republik habe die Latte für Journalismus sehr hoch gelegt, deshalb werde bei ihr auch sehr genau hingeschaut. Auch der damalige NZZ-Medienredaktor Rainer Stadler fand: «Ihr lauter Einstieg steht ihnen immer noch zwischen den Beinen.»
Alison Langley von der Columbia Review of Journalism dagegen schrieb, die investigative Arbeit habe dem Magazin einen wachsenden Ruf in der Schweiz verliehen.
Auch der Deutschlandfunk hielt auch nach einem Jahr und trotz der anfänglich tiefroten Geschäftszahlen an seiner positiven Bewertung fest: Die Artikel seien sehr hintergründig und fundiert. Die Republik habe sich als Marke auf dem Schweizer Markt etabliert. Auch die Diskussionskultur mit den Lesern verlaufe vorbildlich.
Zwei Abonnenten der Republik kritisierten in der NZZ am Sonntag Anfang 2020, das Magazin mache «Journalismus für Selbstbesoffene». Das Magazin habe den Journalismus weder neu erfunden noch gerettet. Sie wünschten sich mehr Realitätsbeobachtung, weniger Meinung, mehr vom versprochenen Tiefgang und weniger Eitelkeit.
Der Schweizer Medienunternehmer Yves Stuber sagte im Juni 2022 in einem Interview: «Ich bin der Republik dankbar, dass sie den Break-even derart schnell geschafft hat. Ein solches Beispiel hat sehr starken positiven Einfluss auf potenzielle Nachfolgeprojekte. Nur deshalb, weil es die schwarzen Zahlen erreicht hat. Es ist jetzt national Neues möglich, wenn man will. Punkt. Lokal, regional gibt es noch Pionierarbeit zu leisten.»